# 껍질
껍질은 물체의 겉을 싸고 있는 막을 뜻하며, 보통 단단하지 않은 속 물체를 보호하기 위해 질긴 물질의 켜로 만들어진 경우가 많다. 또한 껍데기 또는 각(殼)는 달걀이나 조개 따위의 겉을 싸고 있는 단단한 물질을 이른다.

## 식물
- 겉껍질: 곡식 껍질인 겨, 콩과 식물 껍질인 콩깍지
- 과일 씨를 보호하는 과피
- 귤, 사과 등의 과일이나 호두, 은행, 도토리, 밤 등의 견과류 껍질
- 나무 줄기를 보호하는 나무껍질

## 동물
- 동물 피부를 뜻하는 가죽과 털을 포함한 모피
  - 돼지 껍질
- 달걀, 고둥, 조개, 거북 따위에서 껍데기

## 물체
- 지구 껍데기 부분인 지각(땅껍질)
- 책표지